# Prinimaj menja
| Recensione | Giudizio |
| ---------- | -------- |
| InterMedia |          |

Prinimaj menja (in russo Принимай меня?) è il secondo album in studio della cantante russa Ol'ga Buzova, pubblicato il 5 ottobre 2018 dalla Archer Music Production LLC.

## Tracce
1. Prinimaj menja – 3:42
2. Po serdcu – 3:07
3. AtoMy – 3:24
4. Alkogol' – 3:10
5. Tože muzyka – 2:28
6. Ona ne boitsja – 3:18
7. WI-FI – 3:24
8. Ėgoistka – 3:10
9. Noč'-tekila – 2:53
10. Odna noč' – 3:37
11. Guby – 3:41
12. Slabost' – 3:17
13. Čempion – 3:39
14. Pjatnica – 3:04

## Classifiche
| Classifica (2018) | Posizione massima |
| ----------------- | ----------------- |
| Estonia           | 26                |